# NGC 4900
NGC 4900 је спирална галаксија у сазвежђу Девица која се налази на NGC листи објеката дубоког неба.
Деклинација објекта је + 2° 30' 4" а ректасцензија 13h 0m 39,0s. Привидна величина (магнитуда) објекта NGC 4900 износи 11,3 а фотографска магнитуда 12,0. Налази се на удаљености од 17,3000 милиона парсека од Сунца. NGC 4900 је још познат и под ознакама UGC 8116, MCG 1-33-35, CGCG 43-93, IRAS 12580+0246, PGC 44797.